# Schloss Dieskau

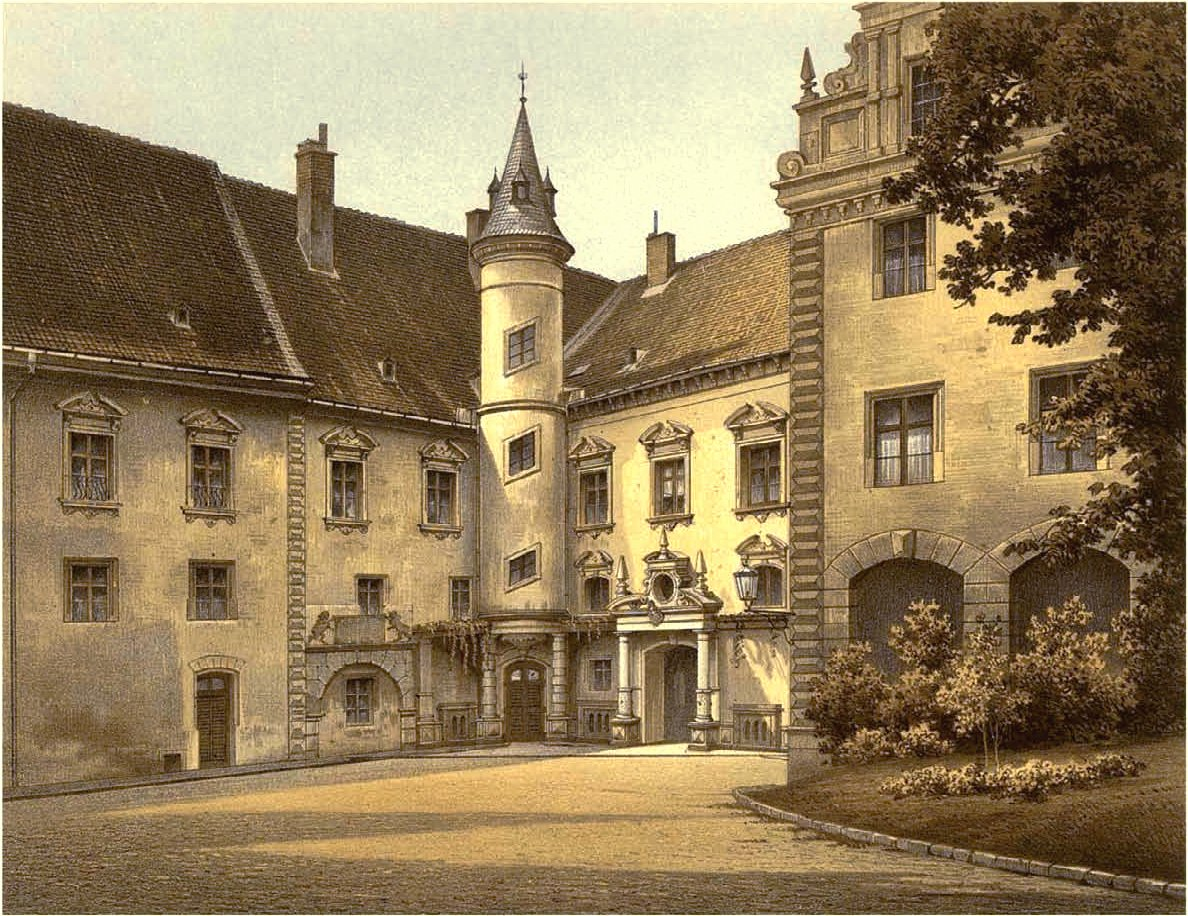
Der Schlosshof im 19. Jahrhundert

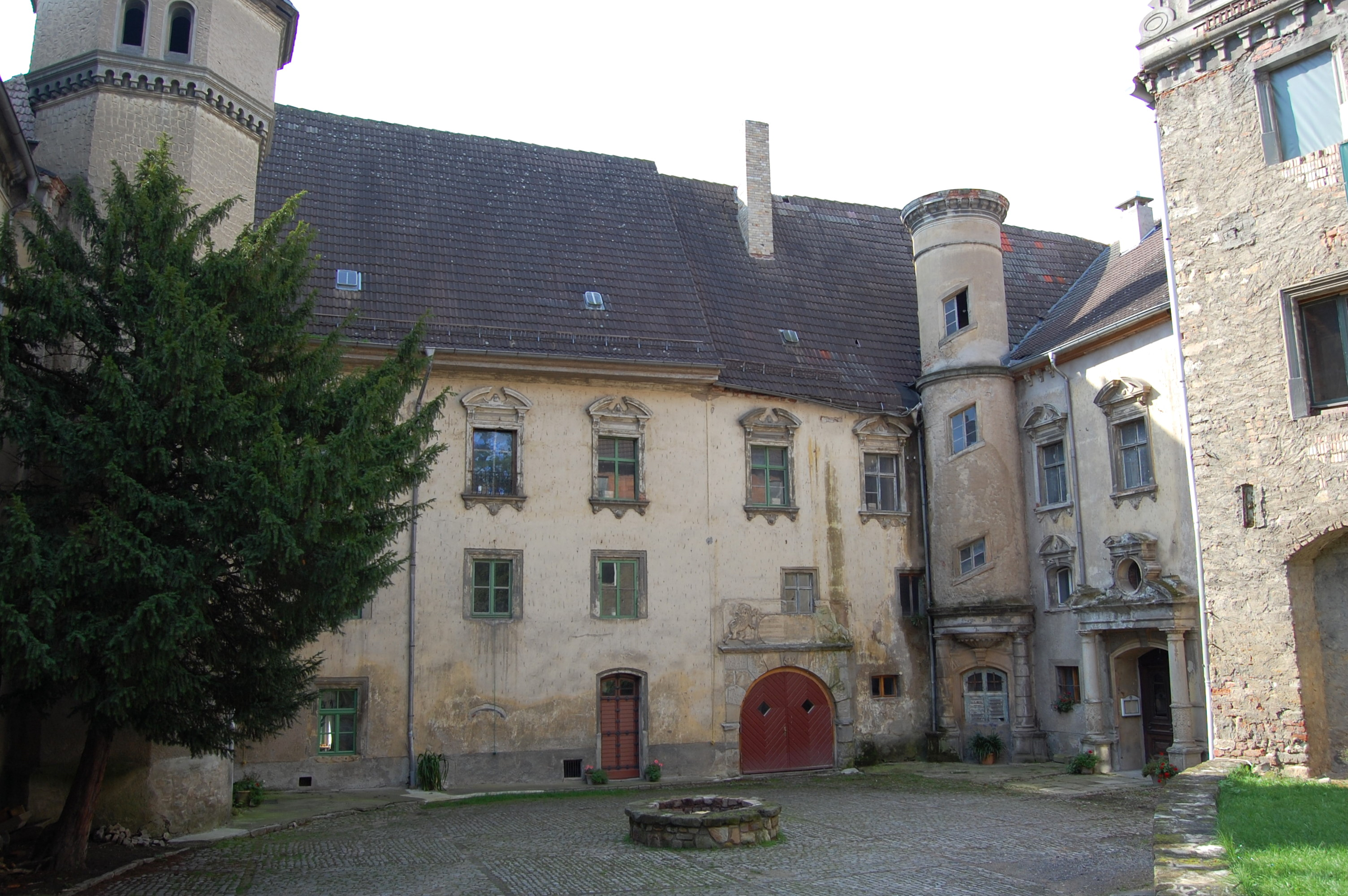
Der Schlosshof, 2011

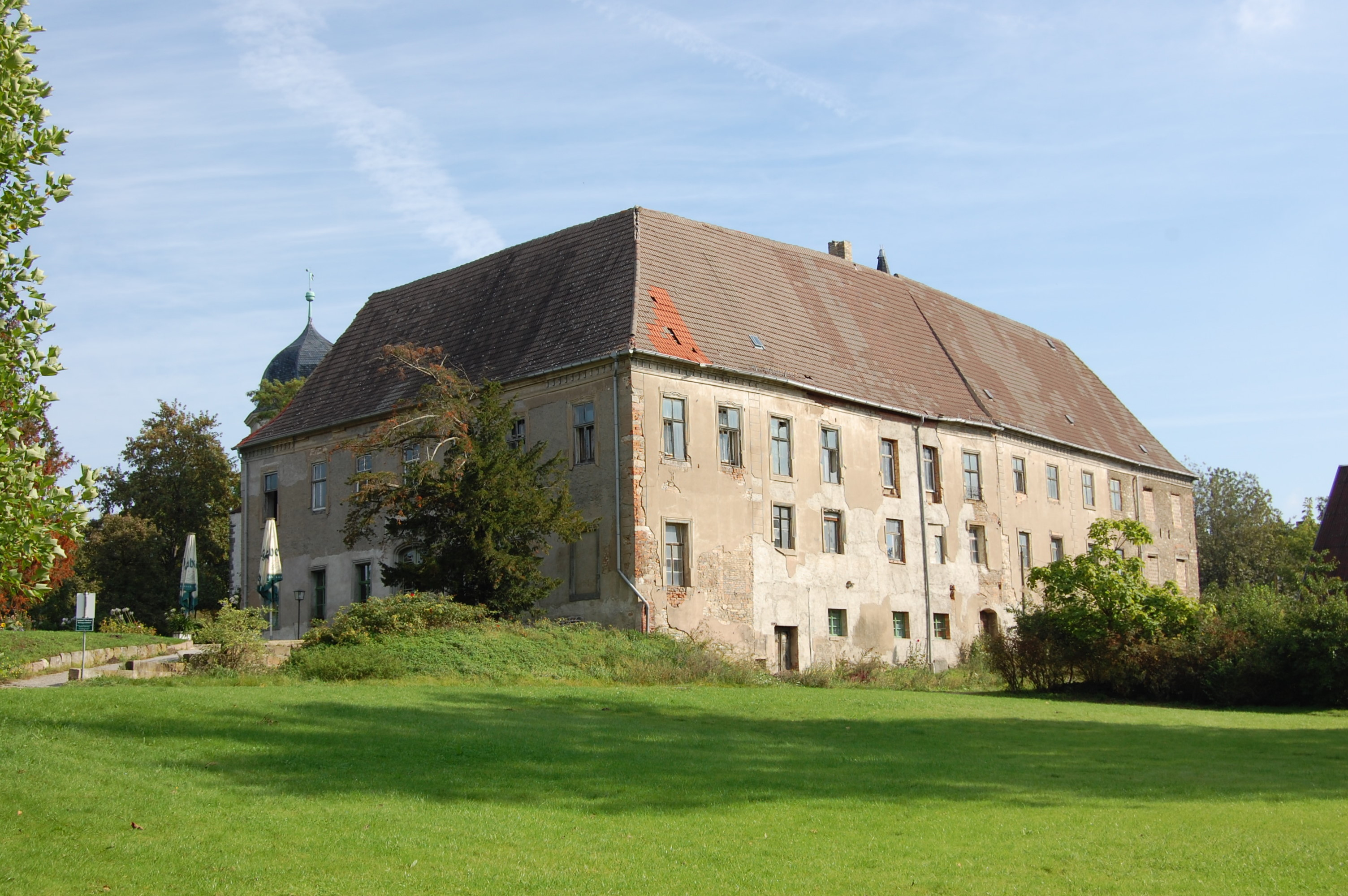
Schloss Dieskau 2011, Südseite

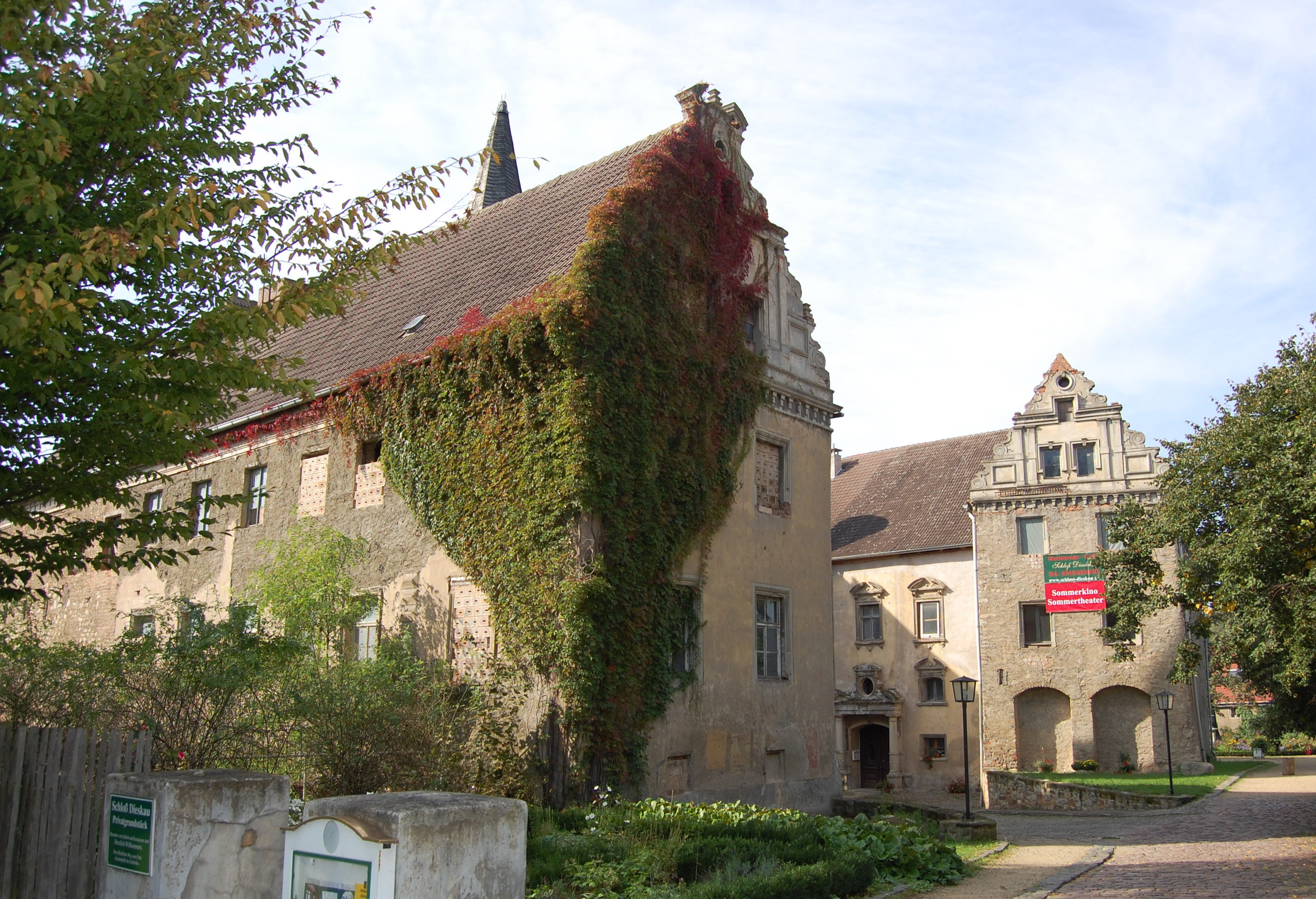
Blick von Osten, 2011

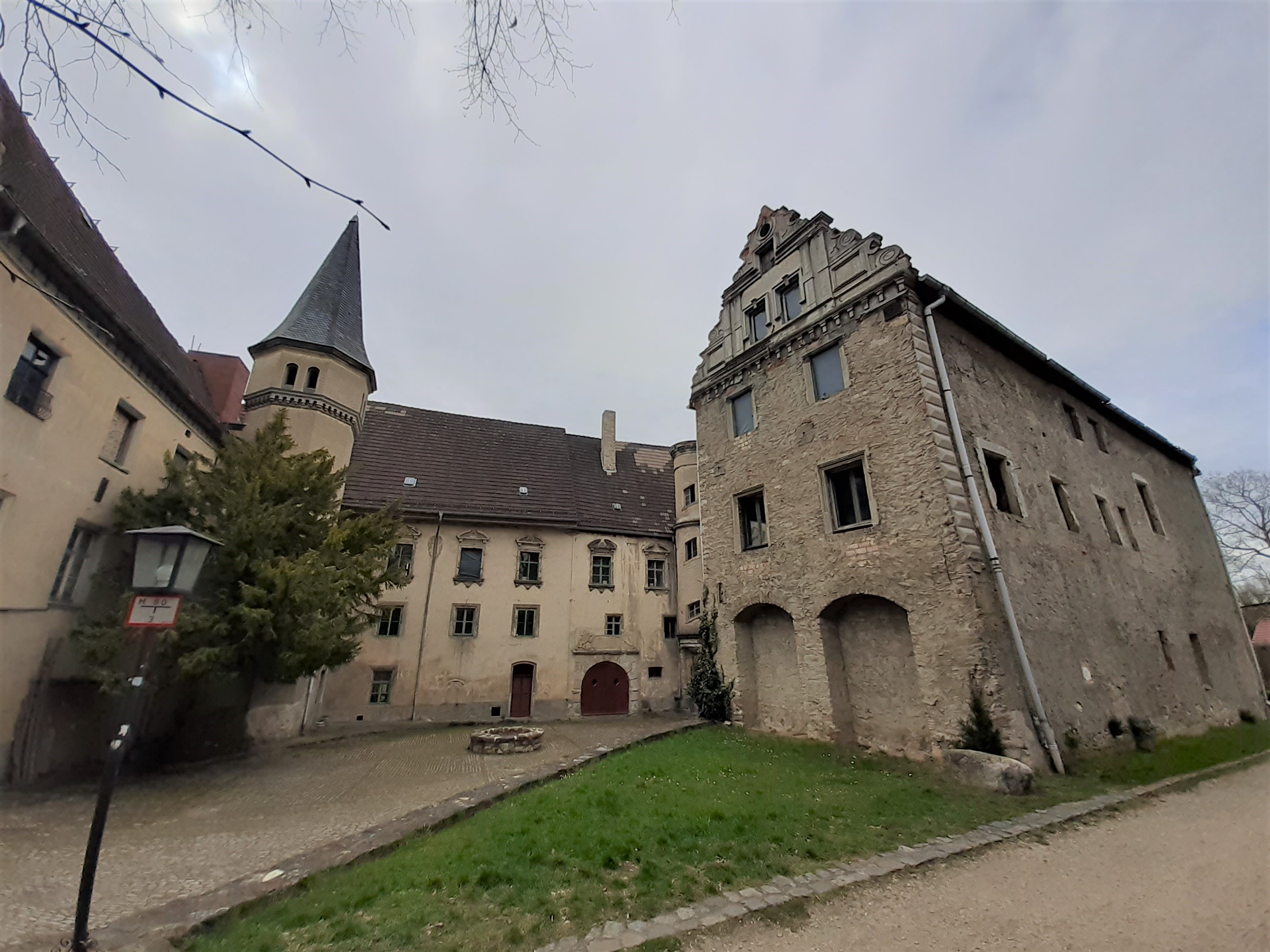
Ansicht von Nordost mit dem halben Nordflügel, 2021

Das Schloss Dieskau ist ein Schloss im zur Gemeinde Kabelsketal gehörenden Dorf Dieskau in Sachsen-Anhalt. Im örtlichen Denkmalverzeichnis ist das Bauwerk unter der Erfassungsnummer 094 55055 als Baudenkmal verzeichnet.

## Lage
Es befindet sich am Westrand des Dorfes in der Auenlandschaft am nördlichen Ufer der Reide. Das Schloss ist vom ab 1778 angelegten Schlosspark Dieskau umgeben. Unmittelbar nördlich des Schlosses befindet sich die 1728 errichtete Sankt-Anna-Kirche.

## Geschichte und Architektur

### 13. bis 18. Jahrhundert
1225 wurde ein Ritter Otto mit der Wasserburg zu Dieskau belehnt und benannte sich nach dieser von Dieskau.
Das heutige Schloss entstand im Stil der Spätrenaissance an Stelle der aus dem Mittelalter stammenden Wasserburg. Es konnten Bauphasen ab der Zeit der zweiten Hälfte des 15. Jahrhunderts nachgewiesen werden. Erbauer des Schlosses waren Hieronymus von Dieskau (1501–1567) und Hieronymus von Dieskau der Jüngere (1565–1625). 1622 erfolgte der teilweise Um- und Neubau. Das heutige Erscheinungsbild geht auf einen Umbau ab 1878 zurück, der im Stil der Neorenaissance erfolgte.
Das Schloss verfügt über vier dreigeschossige Flügel, die sich um einen Hof mit rechteckigem Grundriss gruppieren. Der Nordflügel hat dabei jedoch nur die halbe Länge der übrigen und geht auf die zweite Hälfte des 15. Jahrhunderts zurück. Das Erdgeschoss wurde massiv errichtet, darüber zwei Fachwerketagen. Vor dem östlichen Flügel befindet sich ein polygonaler Treppenturm. Der Ostflügel selbst entstand im Kern bereits 1458 als spätgotischer Ständerbau ebenfalls mit massivem Erdgeschoss und zwei Geschossen aus Fachwerk. Eine spätmittelalterliche, sieben Meter breite Bohlenstube in diesem Flügel ist aus der Zeit der Erbauung erhalten geblieben. Die bemalten Bohlenwände sind mit den Außenwänden nicht verbunden, wodurch sich für den Raum eine isolierende Wirkung ergibt.
Hofseitig im Südflügel befindet sich ein Portal mit einer von Fabeltieren gehaltenen Inschriftentafel, die auf den Bauherrn und das Jahr 1622 verweist. Dieser Flügel entstand in zwei Bauphasen bis 1624. Der westliche Flügel wurde ebenfalls im Laufe des 17. Jahrhunderts errichtet und erhielt in der Umbauphase nach 1878 ein qualitätvolles Portal mit toskanischen Säulen und gesprengtem Giebel. In der südwestlichen Ecke des Hofs befindet sich darüber hinaus ein Scheintreppenturm, der im 19. Jahrhundert entstand.
Im ersten Obergeschoss des Südflügels befindet sich ein Raum mit einer zwischen 1619 und 1624 entstandenen stuckierten Kassettendecke mit religiösen Motiven und moralisierenden Texten. Zwölf der ursprünglich achtzehn Kassettenfelder sind erhalten. Es handelt sich hierbei um eine der frühesten figürlichen Stuckdecken dieser Art in Sachsen-Anhalt. Die Darstellungen waren dem damals berühmten Emblembuch der normannischen Adeligen Georgette de Montenay aus dem Jahre 1571 nachempfunden. Im Westflügel befinden sich Wandmalereien und in dessen ersten Obergeschoss der klassizistische Festsaal.
Unmittelbar nördlich des Schlosses befindet sich die 1728 errichtete Kirche St. Anna mit einem Epitaph für den 1721 verstorbenen Carl von Dieskau sowie der in der zweiten Hälfte des 18. Jahrhunderts ergänzten Hoffmannschen Grabkapelle.
Nach dem Aussterben des Dieskauer Zweiges derer von Dieskau 1744 kaufte im Jahre 1746 der Oberamtmann Johann Friedrich Alburg (1683–1763) den Besitz. Dessen Tochter heiratete in zweiter Ehe 1770 Carl Christoph Hoffmann (1735–1801), der 1784 nobilitiert und 1786 zum Kanzler der Universität Halle berufen wurde. Er ließ von 1778 bis 1784 einen englischen Landschaftsgarten von Johann George Gottlieb Schoch nach dem Vorbild des Wörlitzer Parks anlegen. Den Festsaal ließ er durch Carl Gotthard Langhans, dem Erbauer des Brandenburger Tores in Berlin, dekorieren, der in Hoffmanns Auftrag auch die Sternwarte Halle erbaute.

### 19./20. Jahrhundert
Im Jahr 1853 verkauften die Erben von Hoffmann das Schloss an den Magdeburger Kaufmann Müller, der es seinem Neffen Otto von Bülow (1812–1871) schenkte. Bis zur Enteignung 1945 war das Schloss im Besitz der Familie von Bülow, die den erwähnten Neorenaissance-Umbau vornehmen ließ. Letzter Grundbesitzer auf Schloss Dieskau waren Curt von Bülow und folgend Hans von Bülow. Das Rittergut Dieskau selbst beinhaltete Anfang der 1920er Jahre, also noch vor der großen Wirtschaftskrise, etwa 644 ha Land.
Von 1950 bis Anfang der 1980er Jahre diente das Schloss als Schule. 1984 begann die Freie Deutsche Jugend (FDJ) damit, es zu einem Schulungszentrum umzubauen, ohne dieses Vorhaben zu vollenden.

### Nach 1989
Im Jahr 1998 wurde das Schloss durch die Gemeinde für einen symbolischen Betrag an Thymo von Rauchhaupt verkauft, der mit der Sicherung der Bausubstanz begann. Nachdem von Rauchhaupt bis 2003 in Zahlungsverzug geraten war, stand das Schloss 2006 zwischenzeitlich zur Zwangsversteigerung, die nur durch Verhandlungen des damaligen Bürgermeisters der Gemeinde Kabelsketal mit der kreditgebenden Bank abgewendet werden konnte. Weite Teile des Schlosses sind 2023 noch immer sanierungsbedürftig und verfallen teilweise. In Teilen des Erdgeschosses des Schlosses befinden sich Räumlichkeiten, die für verschiedene Veranstaltungen für bis zu 50 Personen gemietet werden können. In den Außenbereichen werden Musikveranstaltungen durchgeführt. Ein Anfang der 2000er Jahre im Schloss eingerichtetes Restaurant und Café wurde Anfang der 2020er Jahre dauerhaft geschlossen.
Der angrenzende 67 Hektar große Schlosspark Dieskau, 1778 nach dem Vorbild des Dessau-Wörlitzer Gartenreiches angelegt, ist Teilobjekt des Baudenkmals Schloss Dieskau. Er befindet sich im Eigentum der Gemeinde Kabelsketal und wird seit 1998 durch die Gemeinde mit Unterstützung des Fördervereins „Park Dieskau“ e. V. sowie unter der Aufsicht des Landesamts für Denkmalpflege wiederhergestellt und gepflegt.